# Lijst van radiostations in Panama
Dit is een lijst van radiostations in Panama.
| Naam          | Frequentie                        |
| ------------- | --------------------------------- |
| Activa        | 104,9 MHz                         |
| Blast         | 104,1 MHz                         |
| CPR           | 101,5 MHz & 640 kHz in de AM-band |
| Fabulosa      | 100,5 MHz                         |
| KW Continente | 710 kHz                           |
| Marbella      | 104,3 MHz                         |
| Omega Stereo  | 107,3 MHz                         |
| WAO           | 97,5 MHz                          |